# Anestezic general
Anestezicele generale sunt medicamente care produc o deprimare nespecifică, reversibilă și intensă a funcțiilor sistemului nervos central, denumită anestezie generală.

## Efecte
Efectele anestezicelor generale sunt hipnoza, analgezia, suprimarea reflexelor viscerale, relaxarea musculaturii striate.

## Inhalatorii
Anestezicele generale inhalatorii pot fi gaze sau lichide cu diferite structuri chimice. Acestea au ca efect înlăturarea reflexelor și permite intervenția chirurgicală fără răspuns motor din partea pacienților.
- exemple volatile: enfluran, sevofluran desfluran, metoxifluran, halotan, eter.
- gaze: protoxid de azot (N2O), xenon

## Intravenoase
Anestezicele generale intravenoase sunt anumite substanțe administrate intravenos (i.v.) pentru a induce somnul (hipnotice) sau analgezie/sedare (opioidele), ele permit o revenire rapidă din anestezie prin administrarea de antagoniști..
- hipnotice: barbiturice (tiopental sodic, metohexital), benzodiazepine (diazepam, midazolam, au ca antagonist flumazenil), etomidat, propofol,
- opioide: morfina, alfentanil, fentanil, sufentanil, remifentanil, buprenorfină, petidină (mialgin), pentazocină (fortral), ketamina care, în funcție de doză, produce analgezie sau analgezie și hipnoză